# Жорж Бернанос
Жорж Бернано́с (фр. Georges Bernanos; 20 лютого 1888, Париж — 5 липня 1948, Нейї-сюр-Сен) — французький письменник, один з провідних представників католицької традиції у французькій літературі XX століття. Учасник Першої світової війни. Будучи римським католиком і монархістом, він виступав завзятим супротивником буржуазного мислення, яке, на його думку, привело до падіння Франції у 1940 році.

## Життєпис

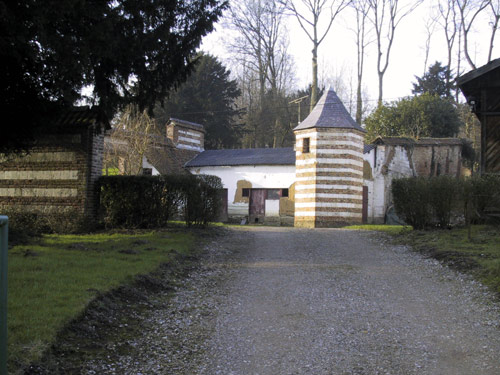
Будинок у провінції Артуа, де пройшли юнацькі роки Бернаноса

Жорж Бернанос народився у Парижі 20 лютого 1888 року в сім'ї ремісника-шпалерника і селянки. Виріс на північному сході Франції, у провінції Артуа. Здобув освіту в кількох католицьких паризьких коледжах та провінції, а потім в Сорбонні, на філологічному і юридичному факультетах.
В молодості Бернанос належав до традиціоналістського монархічного руху «Аксьон франсез», працював журналістом. Після участі у Першій світовій війні вийшов з «Аксьон франсез», став страховим агентом. До цього періоду відноситься його перший літературний успіх — роман «Під сонцем сатани» (1926). З того часу Бернанос повністю присвячує себе літературній творчості. Подорожуючи по Франції, він пише ще декілька романів і книгу політичних памфлетів «Великий страх добромисних» (1931).
У 1934–1937 роках жив на Мальорці, де створив свій найвідоміший, удостоєний премії Французької академії, роман «Щоденник сільського священика» (1936), а також повість «Нова історія Мушетти» (1937). Спочатку Жорж Бернанос був близький до франкістів, потім перейшов на республіканську сторону. 1938–1945 роки провів в еміграції у Бразилії, у своїх друкованих виступах підтримував французький Опір. Після війни на запрошення Де Голля повернувся до Франції, але відмовився від запропонованих йому високих офіційних посад й останні роки життя прожив в Тунісі.

## Твори

### Романи
- «Під сонцем Сатани» / Sous le soleil de Satan (1926)
- L'Imposture (1927)
- La Joie (1928, Премія Феміна)
- «Злочин» / Un crime (1935)
- «Щоденник сільського священика» / Journal d'un curé de campagne (1935–1936, Велика премія Французької Академії)
- «Нова історія Мушетти» / Nouvelle Histoire de Mouchette (1937)
- «Пан Уїн» / Monsieur Ouine (1943, опублікований в Ріо-де-Жанейро)
- «Діалоги кармеліток» [Архівовано 25 жовтня 2019 у Wayback Machine.] / Dialogues des Carmélites (1949, опера Франсіса Пуленка, 1957).
- «Поганий сон» / Un mauvais rêve (1950)

### Есе та виступи
- Великий Страх самовдоволених / La Grande Peur des bien-pensants (1931)
- Великі кладовища під місяцем / Les Grands Cimetières sous la lune (1938)
- Scandale de la vérité (1939)
- Франція проти роботів / La France contre les robots (1944, опубл. в Ріо-де-Жанейро)
- Le Chemin de la Croix-des-Âmes (4 тт., 1943–1945, опубл. в Ріо-де-Жанейро)
- Les Enfants humiliés (1949)
- Essais et écrits de combat, tome I—II (1971–1995)

### Листування
- Le combat pour la liberté. Correspondance inédite, tome I—III (1971–1983)

## Екранізації
- 1951: Щоденник сільського священика, реж. Робер Брессон (за однойменним романом)
- 1960: Діалог кармеліток, реж. Філіп Аґостіні (за романом «Діалоги кармеліток»)
- 1967: Мушетт, реж. Робер Брессон (за романом «Нова історія Мушетти»)
- 1987: Під сонцем Сатани, реж. Моріс Піала (за однойменним романом)

## Українські переклади
- Жорж Бернанос: Діялоги кармеліток. [Архівовано 25 жовтня 2019 у Wayback Machine.] У перекладі Зенона Тарнавського, Видавництво "На горі", Мюнхен, 1966.
- Жорж Бернанос. Вибрані твори. Т.1: Під сонцем сатани, Щоденник сільського кюре: романи: пер. с фр. / Жорж Бернанос ; Пер. Віктор Шовкун ; Передмова Валентина Фесенко . — Київ : Юніверс, 2002 . — 543 с. — ISBN 966-7305-66-X .
- Жорж Бернанос. Вибрані твори. Т.2: Ще одна розповідь про Мушетту. Пан Невін, або Мертва парафія. Під місяцем великі цвинтарі: повість, роман, есе: пер. с фр. / Жорж Бернанос ; Пер. Віктор Шовкун . — Київ: Юніверс, 2004 . — 542 с. — ISBN 966-7305-90-2 .